# GAL (cuneïforme)

Per escriure el cuneïforme GAL només cal afegir un traç horitzontal sobre el cuneïforme MA

GAL (Borger 2003 nr. 553; U+120F2 𒃲) és un cuneïforme sumeri que significa «gran».